# یاژاب (استان اشوی‌داشکسیه)
یاژاب (به لهستانی: Jarząb) یک منطقهٔ مسکونی در لهستان است که در گمینا رادوشتسه واقع شده‌است.